# 上落合號誌站
上落合號誌站（日语：／ Kami-ochiai shingōjō */?）位於日本北海道空知郡南富良野町字落合，是北海道旅客鐵道（JR北海道）石勝線上的號誌站。事實上此號誌站為根室本線與石勝線的分歧點，由此處往新得的路線呈「S」形，並為了縮短距離而由此處下坡。

## 車站構造
從新狩勝隧道落合方向的入口處約170 m分歧為兩線，並設有橫渡線，為單線分歧形的號誌站。
根室本線廢除前的號誌站配置如圖，下方為1號線，上方為2號線。除了會車以外，石勝線全列車使用1號線，根室本線往新得之列車使用2號線，往瀧川之列車使用1號線。
若有根室本線與石勝線列車於此會車時，原則上根室本線的列車必須在此等候石勝線列車通過。

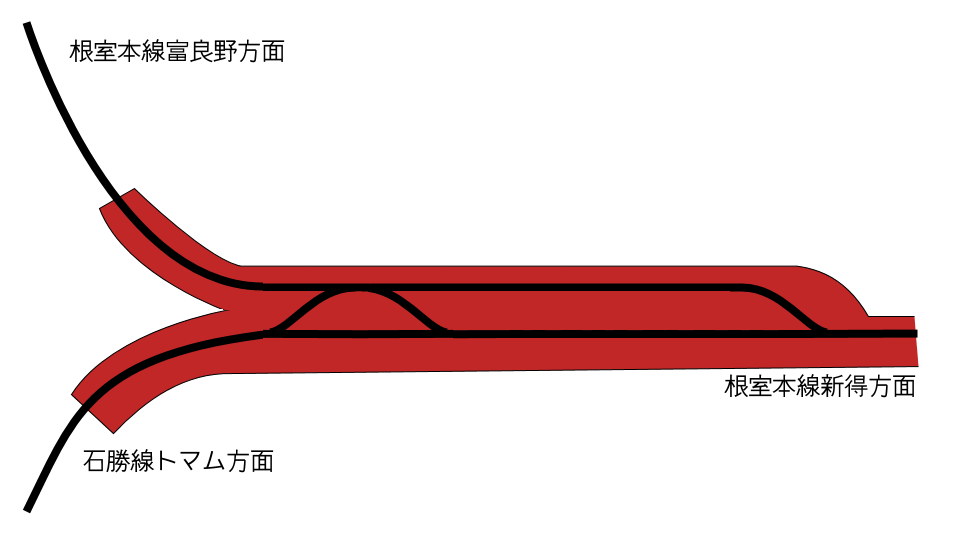
信号场的结构简图。红色部分为新狩胜隧道。

## 历史
- 1966年（昭和41年）9月30日 - 設立於根室本線落合～新得替換為新線時。
- 1981年（昭和56年）10月1日 - 石勝線開始營業。
- 1987年（昭和62年）4月1日 - 國鐵分割民營化後成為JR北海道轄下的車站。

## 相鄰車站
北海道旅客鐵道（JR北海道）
■■根室本線
落合（T37）－（上落合信號場）－（新狩勝信號場）－（廣內信號場）－（西新得信號場）－新得（K23）
■石勝線
苫鵡（K22）－（串內信號場）－（上落合信號場）－（新狩勝信號場）－（廣內信號場）－（西新得信號場）－新得（K23）

## 外部連結
- 上落合號誌站（页面存档备份，存于）